# سیارک ۱۶۴۵۰
سیارک ۱۶۴۵۰ (به انگلیسی: 16450 Messerschmidt، نامگذاری:1989SY2) شانزده هزار و چهارصد و پنجاهمین سیارک کشف شده‌است که در ۲۶ سپتامبر ۱۹۸۹ کشف شد.
قدر مطلق سیارک برابر ۳۷.۱ است.